# Dinotrichales
Dinotrichales son organismos unicelulares de la superclase Dinoflagellata, clase Dinophyceae, subclase Dinophycidae. Se caracterizan por tener dos flagelos heterocontos en el sulco y el cíngulo. Presentan formas filamentosas.
Dinotrichales es un grupo que habría perdido los cloroplastos típicos de las dinofíceas, los cuales poseen peridinina. Así pues mientras la familia Crypthecodiniaceae no hay cloroplastos y son heterótrofos, la familia Dinotrichaceae presentan cloroplastos con fucoxantina, los cuales provienen de una diatomea Bacillariophycidae endosimbionte que además del plasto conserva su núcleo eucariota y mitocondria. En Galeidinium la diatomea endosimbionte sería Cylindrotheca, mientras que en Durinskia y Kryptoperidinium sería Phaeodactylum.